# Philistie
La Philistie est une région occupée par les Philistins (un des peuples de la mer) vers 1200 av. J.-C. et située sur la côte méditerranéenne autour du « pentapole des Philistins », les cinq villes de Gaza, Ashdod, Gath, Éqron et Ashkelon.

## Galerie

Styles de poterie néolithique (nizzanim, yarmoukien, lodien (Jéricho XI).
Sites philistins.
Israël et région, vers -926.
Israël et région, vers -830.